# Права ЛГБТ на Ямайке
Лесбиянки, геи, бисексуалы и трансгендерные люди (ЛГБТ) на Ямайке сталкиваются с правовыми и социальными проблемами, с которыми не сталкиваются люди, не принадлежащие к ЛГБТ. Половые гомосексуальные контакты по закону наказываются тюремным заключением, пытками, казнями и избиениями.
В 2006 году журнал Time назвал Ямайку «самым гомофобным местом на Земле», а в 2013 году большинство ЛГБТ-людей в стране стали жертвами гомофобного насилия.
В 2012 году правительство Ямайки заявило, что оно «привержено равному и справедливому обращению со своими гражданами и подтверждает, что любое лицо, чьи права якобы были нарушены, имеет право требовать возмещения ущерба». Правительство также заявило, что «нет никакой правовой дискриминации в отношении лиц по признаку их сексуальной ориентации», хотя широко распространены гомофобия и закон против содомии (Закон о преступлениях против личности 1864 года), который все ещё действует на территории страны.

## Законы, политика и конституция Ямайки

### История криминализации ЛГБТ
Острова в Карибском Содружестве приняли британские законы о содомии; однако эти законы не регулировались в Карибском бассейне так строго, как в Соединённом Королевстве, вплоть до викторианской эпохи. До этой эпохи были сделаны подсчеты британских жителей острова, участвовавших в содомии, что может коррелировать с тем фактом, что первыми колонистами были в основном мужчины. Сообщества рабов на Ямайке и в остальной части Британского Карибского бассейна состояли из мужчин и женщин из Западной Африки, причем мужчины были более востребованы рабовладельцами.
В Англии в 1967 году был либерализован Закон против содомии 1861 года. К этому моменту Ямайка уже обрела независимость в 1962 году, и, таким образом, её закон о содомии, принятый на основе британской конституции, действует по сей день.

### Законы против однополых сексуальных отношений: Закон о преступлениях против личности (1864 г.)
Законы Ямайки не криминализируют статус ЛГБТ, а вместо этого запрещают подобное поведение. Закон о преступлениях против личности предусматривает следующее:
Любое лицо, которое будет осуждено за отвратительное преступление в виде содомии, совершенное либо с человеком, либо с любым животным, подлежит тюремному заключению и каторге на срок до десяти летРаздел 76. Неестественные преступления
Любое лицо, которое пытается совершить указанное отвратительное преступление или виновно в любом нападении с намерением совершить такое преступление или в любом непристойном нападении на любого мужчину, виновно в совершении правонарушения и осуждено за него, подлежит тюремному заключению на срок до семи лет с каторжными работами или без нихРаздел 77. Попытка
Любое лицо мужского пола, которое в публичном или частном порядке совершает или является стороной в совершении, или обеспечивает или пытается обеспечить совершение любого мужского лица, любой акт грубого непристойного отношения к другому мужчине, виновно в совершении проступка, и будучи осужденным за это, несет ответственность по усмотрению суда в виде тюремного заключения на срок до двух лет с каторжными работами или без них.Раздел 79. Посягательство на порядочность
«Грубая непристойность» не определяется Законом о преступлениях против личности, но интерпретируется как «относящаяся к любому виду физической близости», включая простое держание за руки.
По данным Хьюман Райтс Вотч, независимо от того, как часто людей осуждают за хулиганство или грубую непристойность, «аресты сами по себе являются сигналом». Ямайская пресса публикует имена мужчин, арестованных за эти преступления, «пристыжая их и подвергая их риску телесных повреждений». Закон о вопиющей непристойности в статье 79 сделал ЛГБТ-лиц «уязвимыми для вымогательства со стороны соседей, которые угрожали сообщить о них в полицию в рамках схем шантажа».
Любой полицейский может взять под стражу без ордера любое лицо, которое он найдет лежащим или бродящим на любой дороге, дворе или в другом месте в течение ночи, то есть в интервале между 7 часами вечера и 6 часами утра следующего дня, и которого он будет иметь веские основания подозревать в совершении, или намерении совершить какое-либо преступление, упомянутое в настоящем Законе, и представить такое лицо, как только это разумно возможно, перед судом, который должен рассматриваться в соответствии с закономРаздел 80. Прочие вопросы
Полиция имеет большую свободу действий при задержании лиц в соответствии с разделом 80. Этот и другие законы используются полицией для задержания мужчин, которые занимаются гомосексуализмом или жестоко обращаются с животными.

## Усилия по декриминализации
В 2005 году Европейский парламент принял резолюцию, призывающую Ямайку отменить «устаревшие и дискриминационные законы о гомофобии и активно бороться с широко распространенной гомофобией».
После обещания премьер-министра Ямайки Поршии Симпсон-Миллер, что «никто не должен подвергаться дискриминации из-за их сексуальной ориентации» и что «правительство будет добиваться пересмотра закона о содомии» (чего не произошло), активист кампании за права ЛГБТ Морис Томлинсон подал иск против Ямайки в Межамериканскую комиссию по правам человека в феврале 2012 года. Он бежал из страны из-за угроз смерти после того, как новости о его браке с его партнером Томом Декером в Канаде достигли местных СМИ. Дата первого слушания не назначена.
В феврале 2013 года организация «Мир без СПИДа» подала юридическую жалобу в Верховный суд Ямайки от имени Джаведа Джагая, который заявил, что домовладелец выгнал его из дома из-за его сексуальной ориентации. В июне 2013 года суд приступил к рассмотрению дела. В августе 2014 года Джавед был вынужден отозвать свой иск, сославшись на угрозы убийством и опасения за свою личную безопасность и безопасность своей семьи.
В ноябре 2015 года ЛГБТ-активист Морис Томлинсон подал еще один иск в Верховный суд Ямайки, оспаривая конституционность законов Ямайки, криминализирующих секс по обоюдному согласию между мужчинами, заявив, что статут колониальной эпохи нарушает несколько положений конституции Ямайки, включая право на неприкосновенность частной жизни. Он также утверждает, что закон о содомии нарушает «право на защиту от бесчеловечного или унижающего достоинство наказания или другого обращения». Правовая проблема поддерживается Канадской правовой сетью по ВИЧ /СПИДу и организацией «Мир без СПИДа». В феврале 2016 года суд провел первое слушание по конституционной жалобе. Государственный защитник Арлин Харрисон Генри подала заявку на присоединение к суду в качестве заинтересованной стороны. Суд был перенесен на 26 апреля 2016 года, когда были заслушаны заявления различных сторон. В июле 2016 года суд запретил ЛГБТ-дружественному общественному защитнику Ямайки участвовать в иске, но разрешил участвовать девяти консервативным христианским группам. Народный защитник обратился за разрешением обжаловать отказ в участии в апелляционном суде. Верховный суд приостановил рассмотрение дела до вынесения решения Апелляционным судом. После двухлетней задержки Апелляционный суд оставил в силе постановление Верховного суда, запрещающее государственному защитнику Арлин Харрисон Генри присоединиться к Морису Томлинсону в судебном процессе, оставив его одного в деле. Полное слушание еще предстоит. Иск остается на рассмотрении.
В 2012 году гей Гарет Генри и лесбиянка Симона Эдвардс подали жалобы в Межамериканскую комиссию по правам человека. Два члена ЛГБТ-сообщества Ямайки выступили в качестве петиционеров по этому делу. Оба утверждают, что покинули Ямайку из-за этих законов. Гарет Генри попросил убежища в Канаде в 2008 году после неоднократных нападений со стороны гомофобных банд и жестокости полиции. Он сказал, что был вынужден бежать с Ямайки из-за страха за свою жизнь просто из-за того, что он гей. Симона Эдвардс сбежала с Ямайки и получила убежище в Нидерландах в 2008 году после того, как двое мужчин из гомофобной банды стреляли в ее дом. Они также пытались убить двух ее братьев, один из которых — гей. Шесть лет спустя, в июле 2018 года, Межамериканская комиссия по правам человека объявила, что рассмотрит вопрос о том, сможет ли она оспорить законы Ямайки о борьбе с содомией. Межамериканская комиссия по правам человека в своем отчете, излагающем решение, признала обеспокоенность жертв «насилием и дискриминацией в отношении ЛГБТ и воздействием законов о содомии» и отметила, что «в случае подтверждения предполагаемых фактов, касающихся угроз жизни и личной неприкосновенности, вмешательства в частную и семейную жизнь, препятствия на пути к праву проживания и передвижения, неравного обращения, отсутствия доступа к правосудию и судебной защите, а также вмешательства в доступе к медицинскому обслуживанию, которые могут установить возможные нарушения (…) Американской конвенции [о Правах человека]». Комиссары рассмотрят суть юридических аргументов и сделают вывод о том, нарушается ли и каким образом соблюдение Ямайкой этих законов права согласно Американской конвенции о правах человека, которую Ямайка ратифицировала, и Американской декларации о правах и обязанностях. По результатам расследования комиссия представит рекомендации правительству Ямайки.
Межамериканская комиссия по правам человека может давать рекомендации правительству по отмене нарушающих законов, обеспечению надлежащей защиты ЛГБТ-граждан от дискриминации и насилия, а также расследованию фактов и возмещению ущерба. Правительство Ямайки возражало против приемлемости петиции и защищало свои законы против геев. Комиссия скоро начнет изучать особенности юридических аргументов, связанных с законом о содомии, но ещё не установила сроки для своего решения. Дело все ещё не завершено.
В декабре 2018 года парламентский комитет Ямайки рекомендовал провести общенациональный референдум об отмене закона страны о борьбе с содомией. Рекомендация подверглась критике со стороны ЛГБТ-активистов.

### Усилия по ужесточению уголовных наказаний
В 2009 году Эрнест Смит, член парламента от лейбористской партии, заявил во время парламентских дебатов, что «гомосексуальная деятельность, похоже, захватила» Ямайку, назвал гомосексуалистов «оскорбительными» и «насильственными» и призвал к более строгому закону, запрещающему гомосексуальное поведение между мужчинами, согласно которому можно было бы назначать наказание вплоть до пожизненного тюремного заключения.

### Отсутствие законов, защищающих ЛГБТ от дискриминации
Приказы о персонале государственной службы 2004 года (имеющие силу закона) защищают государственных служащих Ямайки от дискриминации по признаку сексуальной ориентации.
По данным Межамериканской комиссии по правам человека, на Ямайке «нет закона, который предотвращал бы дискриминацию в отношении человека на основании его или ее или их сексуальной ориентации, гендерной идентичности или гендерного выражения. На Ямайке нет законодательства, касающегося преступлений на почве ненависти»

### Ямайская хартия прав
В 2011 году национальный билль о правах был официально добавлен в Конституцию Ямайки (глава 3). Хотя он действительно гарантирует всем гражданам многочисленные гражданские и политические права, в нём прямо указывается, что хартия не отменяет законы, касающиеся сексуальных преступлений, порнографии или «традиционного определения брака». Функционально это означает, что правовой статус «гомосексуалистов» не изменится.

## Признание однополых отношений
Ямайка была первой страной, конституционно запретившей однополые браки в июле 1962 года.
В 2019 году премьер-министр Ямайки и член Лейбористской партии Ямайки Эндрю Холнесс и лидер оппозиции Питер Филлипс из Народной национальной партии заявили о своем несогласии с легализацией однополых браков.
В июле 2019 года активист по защите прав ЛГБТ Морис Томлинсон подал петицию в Межамериканскую комиссию по правам человека с просьбой постановить, что раздел 18 (2) Конституции Ямайки, не признающий однополые браки, противоречит различным статьи Американской конвенции о правах человека, ратифицированной Ямайкой. Он утверждает, что, поскольку Конституция Ямайки не признает однополые браки, он и его муж Том Декер не могут пользоваться предоставляемыми им льготами и защитой. Томлинсон хочет вернуться на Ямайку со своим канадским мужем, чтобы работать и заботиться о своих стареющих родителях, здоровье которых быстро ухудшается. В петиции также говорится, что в силу этого конституционного запрета на негетеросексуальные союзы, нет ни адекватных, ни эффективных внутренних средств правовой защиты, доступных для него и/или его однополого мужа в соответствии с законодательством Ямайки. В нём также указано несколько случаев, когда были убиты лица, которые считались членами ЛГБТ-сообщества. Он просит МАКПЧ потребовать от Ямайки выполнения своих обязательств в области прав человека в соответствии с конвенцией и рекомендовать правительству отменить раздел 18 (2) Конституции Ямайки, чтобы выполнить обязательства страны по конвенции. Кроме того, он хочет, чтобы МАКПЧ рекомендовала правительству разрешить натурализацию однополых супругов ямайских граждан на тех же условиях, что и гетеросексуальных супругов ямайских граждан. Он также хочет, чтобы правительство Ямайки осуждало и контролировало серьёзные нарушения прав человека, включая дискриминацию и разжигание ненависти, а также подстрекательство к насилию и ненависти. Письмо от 18 июля 2019 года было направлено послу Одри Маркс, постоянному представителю Ямайки при Организации американских государств, с просьбой дать ответ правительства на петицию в течение трех месяцев.

## Ямайские политические партии
Ни одна из двух основных политических партий Ямайки не выразила официальной поддержки прав своих гомосексуальных граждан.
Однако во время теледебатов в конце декабря 2011 года между лидером оппозиции (и бывшим премьер-министром) Поршией Симпсон-Миллер из Народной национальной партии и тогдашним премьер-министром Эндрю Холнессом, Симпсон-Миллер заявила, что подумает о назначении любого, кого сочтет нужным, наиболее подходящим для своего кабинета, независимо от сексуальной ориентации, и добавила, что она хотела бы видеть голосование совести, разрешенное основными партиями по вопросам прав ЛГБТ в парламенте. Хотя Симпсон-Миллер подверглась критике со стороны некоторых социальных консерваторов за её позицию, она не повлияла на безоговорочную победу Народной национальной партии на выборах несколько дней спустя.
Во время выборов 2001 года Лейбористская партия Ямайки выбрала песню «Chi Chi Man» группы T.O.K., спорную за свои тексты, которые пропагандируют убийство геев, в качестве своей заглавной песни. В апреле 2006 года тогдашний лидер оппозиции и будущий премьер-министр Брюс Голдинг поклялся, что «гомосексуалисты не найдут утешения ни в одном сформированном им кабинете». Два года спустя, когда его спросили, могут ли ЛГБТ быть в кабинете, он сказал: «Конечно, они могут быть в кабинете - но не в моем».
Новые или второстепенные политические партии, независимо от их политической философии, выступают против прав ЛГБТ. Консервативное Национально-демократическое движение выступает против прав ЛГБТ по религиозным мотивам, наряду с более левыми экономическими партиями, такими как Народная национальная партия и Коалиция новой нации.
В 2019 году премьер-министр Лейбористской партии Ямайки Эндрю Холнесс и лидер оппозиции Питер Филлипс из Народной национальной партии заявили о своем несогласии с легализацией однополых браков.

## Движение за права ЛГБТ на Ямайке

### Текущие организации

#### J-FLAG
Ямайский форум лесбиянок, гомосексуалистов и гомосексуалистов (J-FLAG) был основан в декабре 1998 года и действует подпольно и анонимно. Это первая правозащитная организация ЛГБТ в истории Ямайки, и её основные усилия включают правовую реформу и защиту интересов, общественное образование, кризисное вмешательство и программы поддержки.

#### Качество гражданства Ямайки (QCJ)
Качество гражданства Ямайки (QCJ), основанное Ялной Бродерик и Анджелиной Джексон в 2013 году, было организацией, которая работает над созданием безопасных пространств для расширения прав и возможностей сообщества ЛГБТ. Его основная цель заключалась в улучшении жизни лесбиянок и бисексуальных женщин, а также трансгендерных людей, а часть видения организации заключалась в расширении возможностей здравоохранения для ЛГБТ-женщин и молодежи, особенно в отношении психического здоровья и осведомленности о ВИЧ/СПИДе. Во время своего визита в Вест-Индский университет в Кингстоне президент США Барак Обама заявил о Джексон:
Вместо того, чтобы хранить молчание, она решила высказаться и основала свою собственную организацию, чтобы защищать интересы таких женщин, как она, лечить их и добиваться справедливости, бороться со стереотипами и давать им некоторое чувство собственной власти
QCJ прекратила свою деятельность в 2018 году.

#### Расширение прав и возможностей женщин для перемен (WE-Change Jamaica)
Расширение прав и возможностей женщин для перемен (WE-Change) - это возглавляемая женщинами организация, основанная в 2015 году в ответ на в значительной степени маргинализированное сообщество лесбиянок, бисексуалов и трансгендерных людей на Ямайке. До создания WE-Change лесбиянки, бисексуалы и трансгендерные женщины были исключены из большей части деятельности Ямайки по защите ЛГБТ, и программа была учреждена как часть обязательства Равенства для всех Ямайки по более инклюзивному и вовлечению большего числа женщин в программы, которые они запустили через программу обучения политике специально для ЛГБТ-женщин в 2014 году. В конце программы было выявлено, что для вовлечения ЛГБТ-женщин в отстаивание социальной справедливости, основанной на правах, необходимо сформировать группу молодых женщин, которая была кем-то управляема, таким образом появилась WE-Change. С 2015 года организация использовала информационно-пропагандистские мероприятия, акции и проекты, которые руководствуются политической идеологией чёрного феминизма, с целью привлечения внимания к социальным проблемам, влияющим на качество жизни женщин на Ямайке, а также просвещения женщин об их основных правах. и снабдив их инструментами и информацией, необходимыми для пропаганды.

### Важные люди

#### Морис Томлинсон
Морис Томлинсон - ямайский юрист, профессор права и защитник прав геев, в настоящее время проживающий в Торонто, провинция Онтарио, Канада. В 2011 году местная газета Jamaica Observer опубликовала статью с фотографией, на которой он изображен со своим канадским партнёром-мужчиной во время их свадебной церемонии. После того, как статья была опубликована, Томлинсону начали поступать угрозы убийством, и он переехал в Торонто. 27 ноября 2015 года он подал иск в Верховный суд Ямайки, оспаривая национальный закон о «содомии». Он заявил в материалах суда, что «законы Ямайки, которые криминализируют сексуальную близость по обоюдному согласию между мужчинами, по сути, делают меня незадержанным преступником». Он говорит, что закон 1864 года был ужесточен, когда осужденным требовалось иметь при себе удостоверение личности преступника, которое было добавлено в 2011 году и каралось дополнительными двенадцатью месяцами тюремного заключения и штрафом в один миллион долларов. Он утверждает, что закон в целом поощряет насилие, и в своем блоге для Human Rights First в январе 2016 года он заявил следующее:
Я подал конституционный протест против закона Ямайки о гомосексуализме, сославшись на нарушение этим законом мер защиты, изложенных в Хартии основных прав и свобод Ямайки. К ним относятся, среди прочего, права на свободу и личную свободу, свободу выражения мнений, неприкосновенность частной жизни и семейную жизнь, а также свободу от бесчеловечного или унижающего достоинство наказания или другого обращения

#### Доктор Дж. Кэролайн Гомес
Кэролайн Гомес в настоящее время является исполнительным директором Коалиции уязвимых сообществ Карибского бассейна (CVC), которая работает с карибским населением, которое особенно уязвимо для ВИЧ/СПИДа и сталкивается с социальными и финансовыми барьерами, не позволяющими им получить лечение и помощь. До вступления в эту должность в январе 2014 года Гомес занимала должность исполнительного директора организации Jamaicans for Justice (JFJ), которую она основала в Кингстоне в 1999 году, чтобы заполнить пробел, необходимый на Ямайке для группы действий по защите прав граждан, которая работает над искоренением коррупции в судебной системе и государственной сфере, а также дисбалансом в социально-экономической системе. Она ушла из JFJ в 2013 году после того, как по всей стране отказались от листовок по сексуальному просвещению, которые организация выпускала для подростков, из-за упоминания анального секса. Она говорит о проблемах ЛГБТ-сообщества, поскольку они связаны с её организацией и частично из-за того, что её сестра - гомосексуальная женщина.

#### Николетт Брайан
Николетт Брайан - квир-ямайская женщина, которая является соучредителем организации Women's Empowerment for Change (WE-Change) и исполняет обязанности исполнительного директора с ноября 2017 года, вернувшись из Соединённого Королевства в качестве стипендиата Chevening. Она является одним из наиболее заметных активистов движения за права молодых женщин в стране, и к её достижениям можно отнести, что она сыграла важную роль в движении за реформу абортов, которая в настоящее время продолжается на Ямайке.

### Международное мнение
Межамериканская комиссия по правам человека в 2012 году заявила, что «дискриминация по признаку сексуальной ориентации, гендерной идентичности и гендерного самовыражения широко распространена на всей Ямайке, и ... дискриминация в отношении лесбиянок, геев, бисексуалов, трансгендерных людей и интерсексуалов». ... «сообщества укоренились в государственных учреждениях Ямайки. Те, кто не является гетеросексуалом или цисгендером, сталкиваются с политической и правовой стигматизацией, насилием со стороны полиции, невозможностью получить доступ к системе правосудия, а также с запугиванием, насилием и давлением в своих домах и общинах».
В 2012 году Хьюман Райтс Вотч заявила, что из-за гомофобии «правозащитники, отстаивающие права ЛГБТ, не находятся в безопасности на Ямайке».

#### Организация Объединенных Наций
Универсальный периодический обзор (УПО) Ямайки был завершен в 2011 году под эгидой Совета по правам человека Организации Объединённых Наций. В этом отчете упоминается:
Ямайка подчеркнула, что, хотя секс по обоюдному согласию между взрослыми мужчинами по-прежнему запрещен законом, никакой правовой дискриминации в отношении лиц по признаку их сексуальной ориентации не существует. Ямайка указала, что закон Ямайки не криминализирует ориентацию лесбиянок, геев, бисексуалов и транссексуалов, а также правительство не оправдывает дискриминацию или насилие в отношении лесбиянок, геев, бисексуалов и транссексуалов. Добавим, что не было никаких заслуживающих доверия случаев произвольного задержания и/или преследования таких лиц полицией, равно как и такой официальной политики. Точно так же не было никаких доказательств убийств лесбиянок, геев, бисексуалов или трансгендеров, связанных с мафией. Ямайка подчеркнула, что проблема мужского гомосексуализма является одной из самых болезненных в ямайском обществе, в котором культурные нормы, ценности, религиозные и моральные стандарты лежат в основе неприятия мужского гомосексуального поведения подавляющим большинством ямайцев; и что правительство привержено обеспечению защиты всех граждан от насилия
Во время встречи рабочей группы УПО Австралия призвала Ямайку отменить свои законы, запрещающие однополые отношения, и осудить гомофобные высказывания общественных деятелей. Нидерланды выразили обеспокоенность по поводу преследований ЛГБТ и заявили, что Законодательство, устанавливающее уголовную ответственность за однополые отношения по обоюдному согласию, может усугубить проблему. США «по-прежнему обеспокоены продолжающейся дискриминацией, насилием и эксплуатацией, особенно в отношении сообщества лесбиянок, геев, бисексуалов и транссексуалов».
Словения заявила, что оскорбления и преследования ЛГБТ со стороны сотрудников правоохранительных органов «вызывают серьезное беспокойство». Великобритания призвала Ямайку поощрять терпимость и положить конец дискриминации в отношении ЛГБТ. Швеция выразила озабоченность криминализацией секса по обоюдному согласию между мужчинами и поинтересовалась, существуют ли инициативы по декриминализации этого.
Ямайка отказалась поддержать рекомендации о правах ЛГБТ: «В ответ на вопросы, касающиеся сексуальной ориентации, Ямайка ... отметила, что сексуальная ориентация не является уголовно наказуемой, только конкретный акт. Ямайка заявила, что ей известно о существующих проблемах, и отметила, что это деликатный вопрос». Кроме того, «Ямайка объяснила, что правительство повысило осведомленность общественности» о сексуальной ориентации и дискриминации и «будет продолжать делать это, но для этого необходимы ресурсы».

## Условия жизни

### Анти-ЛГБТ-насилие

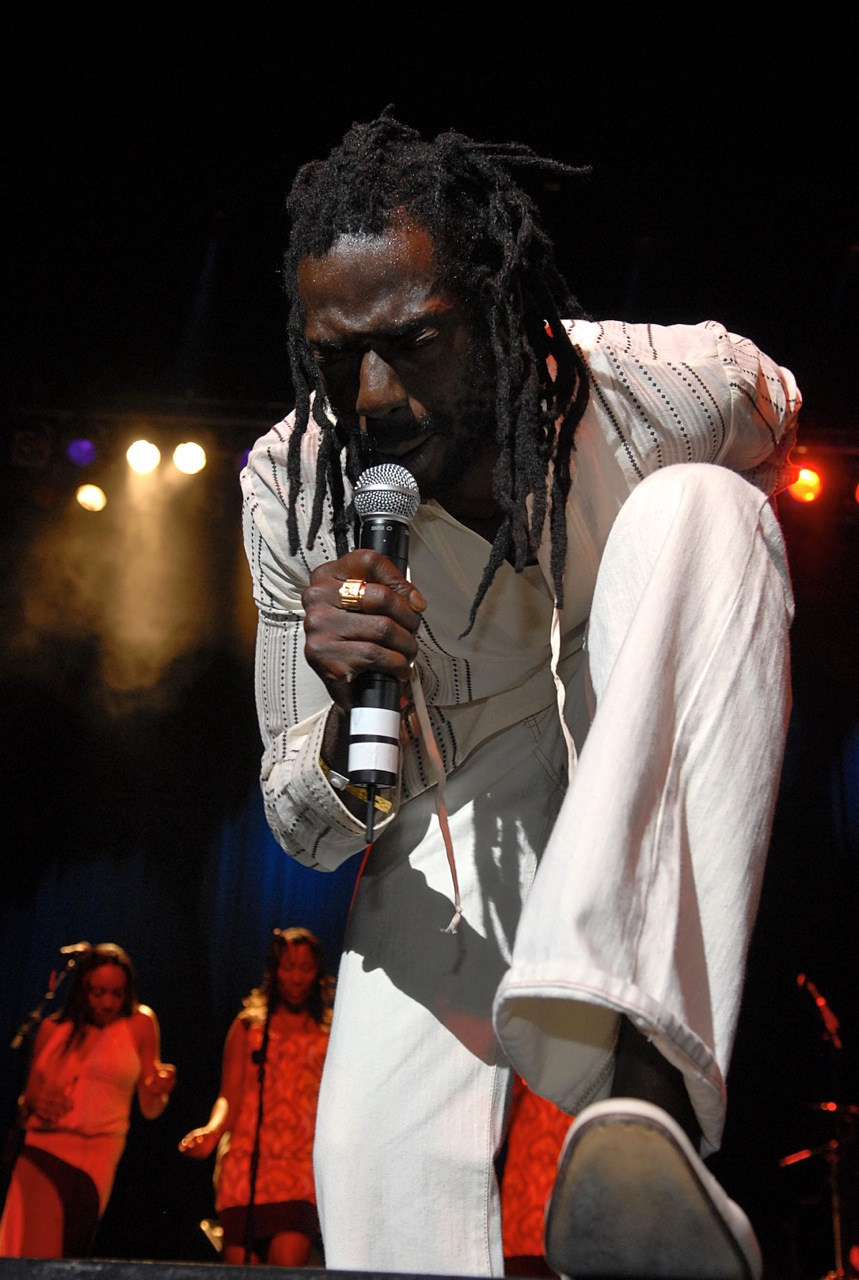
Ямайский музыкант Буджу Бэнтон подвергся критике из-за текстов песен, якобы поддерживающих убийство геев

Правозащитные неправительственные организации и государственные структуры согласились с тем, что насилие в отношении ЛГБТ, в первую очередь со стороны частных лиц, было широко распространенным в 2012 году. Ямайский форум лесбиянок, полнополых мужчин и геев (J-FLAG) в 2012 году «продолжал сообщать о серьезных нарушениях прав человека, включая нападения с применением смертоносного оружия, изнасилования женщин, обвиняемых в том, что они лесбиянки, произвольные задержания, нападения толпы, нанесение ножевых ранений, преследование пациентов-геев и лесбиянок со стороны персонала больниц и тюрем, а также целенаправленная стрельба в таких лиц».
По данным Бюро демократии за права человека и труда при Госдепартаменте США, «полиция часто не расследовала такие инциденты. В течение года [,] J-FLAG получил 68 сообщений о домогательствах или надругательствах на сексуальной почве, включая 53 случая о попытках или фактических нападениях, включая как минимум два убийства, и 15 сообщений о похизениях. Данные J-FLAG показали, что молодые люди в возрасте от 18 до 29 лет продолжали нести основную тяжесть насилия на почве сексуальной ориентации». В тюрьмах в 2012 году поступали многочисленные сообщения о насилии в отношении гомосексуальных заключенных со стороны надзирателей и других заключенных, но лишь немногие заключенные обращались за помощью через тюремную систему.
Amnesty International «получила множество сообщений о действиях линчевателей против геев со стороны членов общины, а также о жестоком обращении или пытках со стороны полиции. Геев и лесбиянок избивали, резали, сжигали, насиловали и расстреливали за их сексуальную ориентацию ... Мы обеспокоены тем, что эти сообщения - лишь верхушка айсберга. Многие геи на Ямайке слишком боятся обращаться к властям за помощью». Это насилие побудило многих геев обратиться к эмиграции и сотни ЛГБТ-ямайцев бежали в поисках убежища в Великобритании, Канаде и США.
Насилие в отношении ВИЧ-положительных людей - обычное дело, но правовые последствия для агрессора редки. Представители Объединённой программы Организации Объединённых Наций по ВИЧ/СПИДу на Ямайке охарактеризовали игнорирование гомофобного насилия как «узаконенную дискриминацию» и заявили, что насилие загнало эпидемию ВИЧ в подполье, что затруднило доступ к лечению и информационно-пропагандистской работе.
В январе 2018 года Ямайка запретила Стивену Андерсону из баптистской церкви «Верное слово» в Темпе, штат Аризона, отрицающему Холокост, и пастору, выступающему против геев, после протеста активистов на острове. Пастор сказал, что собирался сесть на самолёт в Кингстон, когда ему сообщили, что ему не разрешат въехать на Ямайку.
В январе 2019 года директор по туризму Донован Уайт сказал, что геи-туристы приветствуются, и что ямайцы не питают открытой враждебности к посетителям-геям во время пресс-конференции на Карибском туристическом рынке в Монтего-Бей. В сентябре 2019 года мэр Монтего-Бей Омар Дэвис и советник Чарльз Синклер (оба избранные должностные лица) заблокировали использование местного культурного центра местной ЛГБТ-группой в попытке защитить «святость» здания. Действия правительства привели к отмене гей-парадов; никакие другие заведения не сдавали бы свои помещения ЛГБТ-группе после действий Дэвиса и Синклера. Другие заведения отменили бронирование, сделанное группой ЛГБТ, из-за страха негативной реакции. Кроме того, полицейские сообщили, что из-за действий мэра и советника, а также раздуваемой гомофобной истерии они не могут обеспечить какую-либо защиту ЛГБТ-ямайцам. Эти обстоятельства вынудили отменить запланированные мероприятия прайда, которые должны были состояться в октябре 2019 года. Морис Томлинсон, ямайский ЛГБТ-активист, организатор и адвокат Mobay Pride, также был атакован гомофобными ямайцами в сентябре 2019 года, когда он пытался протестовать против действий мэр и советника.

### СМИ
В 2012 году в Верховном суде Ямайки ЛГБТ-активист Морис Томлинсон подал в Верховный суд иск против ямайских телеканалов за отказ транслировать 30-секундную рекламу «Любовь и уважение». Реклама, пропагандирующая признание человечности ЛГБТ, была отклонена Телевидением Ямайки (TVJ), Общественной вещательной корпорацией (PBCJ) и Телевидением CVM (CVM TV). В мае 2013 года иск был рассмотрен. В ноябре 2013 года Конституционный суд вынес решение по делу Морис Томлинсон против TVJ, CVM и PBCJ. Дело было передано в апелляцию. В феврале 2016 года Апелляционный суд Ямайки рассмотрел апелляцию после того, как она первоначально была запланирована на июль 2015 года. Телеканал Public Broadcasting Corporation (PBCJ) не был включен в апелляцию, и CVM отказалась от рассмотрения дела, заявив, что они примут любую решение суда. Суд зарезервировал свое решение, и решение ещё не принято.

### Особые инциденты
В июне 2004 года член-основатель и общественное лицо Ямайского форума лесбиянок, всех сексуальных меньшинств и геев (J-FLAG) и ведущий активист Ямайки за права геев Брайан Уильямсон был зарезан в своем доме. Полиция постановила, что убийство было результатом ограбления, но J-FLAG считает, что его убийство было преступлением на почве ненависти. Исследователь Хьюман Райтс Вотч (HRW) Ребекка Шлейфер в тот день встретилась с Уильямсоном и прибыла к нему домой вскоре после того, как его тело было обнаружено.
Она обнаружила, что небольшая толпа поет и танцует. Один человек крикнул: «Гей, его убьют». Другие праздновали, смеялись и кричали: «Давайте снимать их по одному», «Это то, что вы получаете за грех». Другие исполнили «Boom bye bye», строчку из известной танцевальной песни ямайской звезды Буджу Бантона о стрельбе и сожжении геев. «Это было похоже на парад», - говорит Шлейфер - «Они, в основном, устраивали вечеринки».
HRW также сообщила, что полиция помогла подозреваемому уклониться от опознания и постоянно отказывалась рассматривать возможность гомофобного мотива убийства, при этом старший офицер, ответственный за расследование, заявлял, что «большая часть насилия в отношении гомосексуалов носит внутренний характер. У нас никогда не было случаев насилия, когда избивают геев [гетеросексуалы]».
Друг Уильямсона, Ленфорд «Стив» Харви, который работал в отделе целевых вмешательств в Ямайской программе поддержки СПИДа, был застрелен накануне Всемирного дня борьбы со СПИДом в следующем году. По сообщениям, в его дом ворвались боевики и потребовали деньги, требуя получить ответ на вопрос: «Вы - гей?». «Я думаю, что его молчание, его отказ ответить на этот вопрос, приговорили его», - сказала Ивонн МакКалла Соберс, глава организации «Семьи против государственного терроризма». «Затем, они открыли его ноутбук и увидели фотографию, на которой он со своим партнером в каких-то объятиях, которые показали, что они были вместе. Они вытащили его и убили». Шесть человек были обвинены в убийстве. Суд над ними начался, но затем был отложен в 2007 году. Он был возобновлен в 2012 году; в 2014 году один из обвиняемых был освобожден.
В апреле 2006 года студенты кампуса Мона Вест-Индского университета взбунтовались, когда полиция попыталась защитить человека, которого преследовали по всему университетскому городку, потому что другой студент утверждал, что этот человек сделал ему предложение в ванной. Толпа потребовала выдать мужчину им. Толпа разошлась только тогда, когда был вызван ОМОН и один из офицеров выстрелил в воздух.
В ноябре 2012 года два охранника кампуса избили студента университета-гея, который, как сообщается, искал убежища от толпы преследовавших его сокурсников. Охранная компания уволила двух охранников, и их действия были осуждены Технологическим университетом, а также охранной компанией. В университете создана рабочая группа для разработки просветительской и образовательной программы по борьбе с нетерпимостью и издевательствами, а также для рекомендации вводимых корректирующих мер.
В августе 2013 года открытый гомосексуал в Монтего-Бей был зарезан в своем доме, а затем его дом был подожжен. Ранее в этом месяце двое мужчин, которых рассерженные жители считали геями, были вынуждены укрыться в полицейском участке после небольшой автомобильной аварии. В июле банда в Сент-Джеймсе зарезала 16-летнего Дуэйна Джонса, не соответствовавшего гендерному принципу.
В августе 2017 года Декстер Поттинджер, ямайский гей-активист, дизайнер одежды и лицо Jamaica Pride 2016 и 2017 годов, был ограблен и найден убитым через 25 ножевых ранений в своем доме в Сент-Эндрю. В апреле 2019 года в деле защиты от паники среди геев Ромарио Браун, которому первоначально было предъявлено обвинение в убийстве Поттинджера, признал себя виновным в менее серьёзном преступлении - непредумышленном убийстве после того, как в его предупредительном заявлении выяснилось, что его действия были вызваны провокацией со стороны властей. В мае 2019 года его приговорили к 12 годам заключения за непредумышленное убийство. Родственники Поттинджера заявили, что приговор слишком мягкий. Его сестра, Ташан Адамс, сказала, что семья не была удовлетворена, и поставила под сомнение утверждения убийцы.

## Отношение общества к ЛГБТ
Опрос 2001 года показал, что 96 процентов ямайцев были против любого шага, направленного на легализацию гомосексуальных отношений.
Результаты «Национального исследования отношения и восприятия ямайцев к однополым отношениям» были опубликованы в 2011 году. По данным случайного опроса в конце 2010 года 1007 ямайцев в возрасте 18–84 лет, 85,2 процента выступали против легализации гомосексуализма среди взрослых по обоюдному согласию. Кроме того, 82,2 процента заявили, что мужская гомосексуальность аморальна, 75,2 процента считают, что женская гомосексуальность аморальна, и 75,3 процента считают, что бисексуальные отношения аморальны.
В 2008 году был проведен опрос 1008 ямайцев, который гласил: «Согласны ли вы с их образом жизни или нет, думаете ли вы, что гомосексуалисты имеют те же основные права и привилегии, что и другие люди на Ямайке?» 26 процентов сказали «да», 70 процентов сказали «нет» и 4 процента не знали ответа на вопрос.
В 2012 году опрос показал, что около трети населения - более 900 000 ямайцев - считают, что правительство делает недостаточно для защиты ЛГБТ от насилия и дискриминации.
Опрос, проведенный J-Flag в 2016 году, показывает, что 88 процентов опрошенных не одобряют гомосексуальность.

## Вопросы гендера и пола

### Гомофобия, основанная на мужской идеализации
В социальной структуре Ямайки преобладают мужчины. Следовательно, гетеросексуальные отношения восхваляются как признак мужественности в текстах популярных песен, особенно в ямайском дэнсхолле. Гомосексуальные отношения в этом контексте рассматриваются как потенциальное оскорбление мужского «идеала». Популярная музыка аналогичным образом воспроизводит и усиливает гетеронормативность и агрессивную гомофобию в ямайской культуре. В припеве хита ямайского дэнсхолла "Boom Bye Bye" за авторством Buju Banton повторяется:"Boom bye bye Inna batty bwoy head, Rude boy no promote no nasty man Dem haffi ded". Песня, которую обычно играют на Ямайке более десяти лет после её выхода, прямо призывает к убийству мужчин, имеющих половые контакты с мужчинами. Этот образ довольно распространен в танцевальной музыке и отражает «удивительно повсеместную» гомофобию на Ямайке. Агрессивное гомофобное отношение на Ямайке, в основном, связано с нормами сверхмаскулинности, что примерно эквивалентно мужскому шовинизму в Центральной и Южной Америке.
Гомофобия на Ямайке поддерживается современной ассоциацией гомосексуализма с колонизацией и, в более широком смысле, гомофобии с антиколониализмом. Ученый Уэйн Маршалл описывает, что на Ямайке акты гомосексуализма считаются «декадентским продуктом Запада» и «поэтому им следует противостоять наряду с другими формами колонизации, культурной или политической». Это мнение легко демонстрируется в хите ямайского дэнсхолла "Dem Bow" группы Shabba Ranks, в котором гомосексуальность жестоко осуждается наряду с призывом к "свободе для чернокожих". И это несмотря на свидетельства того, что колонисты привнесли гомофобию в африканские общества.
Мужская сексуальная идентичность на Ямайке долгое время определялась как противопоставление гомосексуализму. По словам доктора Кингсли Рагашанти Стюарта, профессора антропологии в Университете Вест-Индии, «многие ямайские мужчины, если вы назовете их гомосексуалистами, ... немедленно станут агрессивными. Это худшее оскорбление, которое вы могли бы нанести человеку с Ямайки». Доктор Стюарт считает, что гомофобия влияет почти на все аспекты жизни и формирует повседневный язык молодежи гетто. «Это как если бы вы сказали:«Вернись сюда», они скажут:«Нет, нет, нет, не говори «возвращайся». Вы должны сказать «иди вперед», потому что «вернуться» подразумевает, что вы «идете сзади», именно так мужчины-геи занимаются сексом».

### Отношение к лесбиянкам
Для лесбиянок на Ямайке ситуация также в значительной степени греховна. Обозреватель Jamaica Gleaner Моррис Каргилл, который поддерживал точку зрения «воспитания» в отношении окружающей среды и сексуальной ориентации, в 1999 году высказал свое мнение:
В женском гомосексуализме есть определенная логика. Поскольку, если это правда, в широком смысле, мы приобретаем наши первые сексуальные наклонности в младенчестве, девочки, которых ласкают их матери, медсестры и родственницы женского пола, приобретают то, что можно было бы назвать "нормальной" сексуальной привязанностью к своему полу. Но это не относится к детям мужского пола, поэтому мне кажется, что существует очень фундаментальное различие между мужским и женским гомосексуализмом
Amnesty International, однако, получала сообщения о насилии в отношении лесбиянок, включая изнасилования и другие формы сексуального насилия. По сообщениям, лесбиянки подвергались нападениям на основании «мужественного» внешнего вида или других видимых «признаков» сексуальности. Некоторые сообщения о похищениях и изнасилованиях поступают из городских общин, где местные неправительственные организации выражают озабоченность по поводу большого количества случаев насилия в отношении женщин.
Хотя лесбийские гражданские церемонии имели место, Ямайка не признает никаких юридических оснований для партнёрских отношений между женщинами. В 2012 году американская пара уроженцев Ямайки Николь И. Деннис-Бенн и Эмма Бенн провели первую лесбийскую свадьбу на Ямайке, хотя их брак не был официально признан на Ямайке, они были по закону, законно женаты в штате Нью-Йорк (который узаконил то же самое в 2012 году), где они проживают. Церемония празднования пары прошла на Ямайке после того, как они были законно женаты в Соединённых Штатах.

## Права трансгендерных людей
Что отличает жизнь трансгендерных людей на Ямайке от жизни трансгендерных людей в других странах, так это тот факт, что ямайское общество имеет исключительно низкую толерантность к ЛГБТ-людям, особенно к трансгендерным женщинам, переходящим от мужчины к женщине, согласно тематическому исследованию, проведенному Западным университетом Индийского института социально-экономических исследований сэра Артура Льюиса. Стигмы, наложенные на этих людей, влияют на их восприятие мира, и после усвоения этих стигм процесс лечения становится более трудным. Возникает точка зрения, что врачи будут клеймить пациентов или плохо к ним относиться из-за нетрадиционности проводимого лечения. В конечном счете, низкая толерантность приводит к тому, что пациенты, в целом, реже получают лечение.

## Религия

### Гомофобия на основе религии
Многие ямайцы идентифицируют себя как искренние христиане и заявляют, что их позиция против геев основана на религиозных мотивах.
В июне 2013 года пасторы ямайских церквей собрали в Кингстоне около 1500 человек, чтобы поддержать законы страны о содомии. Пастор Лесли Бакленд из Церкви Христа утверждал, что активисты ЛГБТ пытались «захватить мир» своим вызовом законам. Бакленд сказал, что если законы будут отменены, активисты «вернутся в суд, чтобы объявить уголовным преступлением высказывания против гомосексуального образа жизни».
В феврале 2006 года коалиция церковных лидеров и членов Христианского братства юристов заявила о своем несогласии с положениями о конфиденциальности предлагаемой Хартии прав, которая ляжет в основу изменённой Конституции Ямайки. Основное беспокойство вызывало то, что гомосексуальность могут сделать легальной, хотя министр юстиции А. Дж. Николсон и лидер оппозиции Брюс Голдинг отрицали это и выступали против декриминализации содомии.
Сесил Гутцмор из Университета Вест-Индии написал, что религиозные фундаменталисты верят, что Библия по-разному объявляет гомосексуальность «мерзостью», «гнусной привязанностью», «неприличным», «неестественным» или «формой нечестия».
Таким образом, те, кто совершает этот великий грех, недвусмысленно истолковываются ... «как законные субъекты, которые должны быть наказаны смертельным насилием, судьба, решаемая не только непосредственно Самим Богом, но, предположительно, также и теми, кто считает себя Его верными слугами и возможными агентами Его воли. Эти люди чувствуют своего рода праведное оправдание ... насильственным действиям от имени Бога против предполагаемых гомосексуалистов и гомосексуализма. ... На Ямайке метафорические камни, которые с энтузиазмом и разрушительно бросают, принимают форму гомофобных песен, страстных проповедей, выступлений на парламентских и партийных конференциях, в которых выражается отказ от либерализации антигомосексуальных законов».
Местная группа по защите прав ЛГБТ J-FLAG признает, что на настроения против ЛГБТ влияют определённые отрывки из Библии, но возражает против этого:
Присвоение законодательными органами христианского осуждения гомосексуалистов - это чисто произвольный процесс, в значительной степени управляемый индивидуальными предубеждениями и коллективными предрассудками. В случае супружеской неверности, о которой гораздо больше упоминается в библейских текстах, на Ямайке нет закона, касающегося ее осуждения или судебного преследования. То же самое и с прелюбодеянием

### Отношение растафари с Ямайки
По словам анонимного, хорошо образованного старейшины Раста в 2007 году, в движении Растафари есть некоторые гомофобные настроения:
Настоящая причина, по которой средний «Джа Д» на Ямайке имеет такое крайнее рациональное отвращение к мужскому гомосексуализму, не ... из-за "страха перед другим", это не из-за библейских предписаний; это не из-за ее предполагаемой «неафриканской принадлежности» или того факта, что Ямайка номинально является «христианской страной». Просто он не может мириться с отказом от чистых «прихватываний» нормальных гетеросексуальных отношений ради антисанитарных набегов среди отходов, недружелюбных бактерий и токсичных микробов
Старший растафари Рас Иях V выступает против отмены законов Ямайки о содомии. «Я должен поддержать тех, кто выступает против гомосексуализма, потому что это не наш путь. С моральной и традиционной африканской точки зрения, гомосексуальность неприемлема».
Однако некоторые растафари с Ямайки поддержали права геев. Писатель британского происхождения Бенджамин Зефания сказал в 2005 году: «Мне больно, когда я вижу, что [Ямайка] ... теперь ассоциируется с преследованием людей из-за их сексуальной ориентации. Я считаю, что мой долг - призвать весь прогрессивный народ Ямайки ... выступить против гомофобии».
Миста Махадж П., растафари, уроженец Ямайки, проживающий в США, выпустил в 2011 году первый альбом регги в поддержку геев под названием Tolerance.
Кинг Би-Файн, исполнитель растафари-регги, родившийся на Ямайке, открыто поддерживает права геев. Он пояснил это после некоторого разногласия по поводу его песни "Jah Nah Dead".